# باولو ميكي
باولو ميكي (باليابانية: パウロ三木) هو مبشر ياباني، ولد في 1564 في أوساكا في اليابان، وتوفي في 5 فبراير 1597 في ناغاساكي في اليابان.